# План Юнга
План Юнга (англ. Young Plan) — второй план репарационных выплат Германии после Первой мировой войны, сменивший план Дауэса.
План предусматривал некоторое снижение размера годовых платежей (в среднем до 2 млрд марок), отмену репарационного налога на промышленность и сокращение обложения транспорта, ликвидацию иностранных контрольных органов. Одним из важнейших следствий принятия плана Юнга был досрочный (по Версальскому договору эвакуация должна была закончиться только в 1935 году) вывод оккупационных войск из Рейнской области.
План был принят на Гаагской конференции по репарациям 1929—1930 годов, в которой принимали участие Бельгия, Великобритания, Германия, Греция, Италия, Польша, Португалия, Румыния, Франция, Чехословакия, Югославия и Япония. США официально не участвовали в работе конференции; однако, являясь инициатором плана Юнга, оказывали давление на участников конференции, добиваясь принятия этого плана. План был разработан группой из 14 финансовых экспертов (по два от Франции, Великобритании, Италии, Японии, Бельгии, США и Германии) во главе с американцем Оуэном Юнгом и отражал интересы частных, прежде всего американских, кредиторов Германии. При этом представлявший Веймарскую республику Ялмар Шахт настаивал на снижении размеров и изменении сроков репарационных платежей. Однако бывшие члены Антанты, в первую очередь Франция и Великобритания, выступили против такого пересмотра плана, настаивая на том, чтобы регулярно выплачиваемая Германией сумма покрывала их долговые платежи США. Юнг, выступая в качестве арбитра, предложил компромиссный вариант. Согласно плану Юнга, в течение первых 37 лет Германия должна была постепенно увеличивать свои ежегодные взносы с 1700 млн до 2100 млн марок. Последующие 22 года (с 1966 года) Германия должна была бы ежегодно выплачивать суммы, равные союзническим долгам европейских стран США.
На практике план Юнга выполнялся лишь до июля 1931 года, когда, по причине начавшегося мирового экономического кризиса, президент США Герберт Гувер ввел мораторий на выплату американских долгов по межсоюзническим обязательствам военного времени на период 1931—1932 годов. При этом одновременно приостанавливались выплаты всех других межгосударственных платежей, в том числе и репарационных. В связи продолжающейся рецессией план Юнга был официально отменен в 1932 году. Однако его тяготы были использованы националистическими политиками Германии для разжигания в народе шовинистических настроений.
План Юнга предусматривал сокращение общей суммы платежей Германии до 113,9 млрд золотых марок со сроком погашения 37 лет (с последующим возможным пересмотром) и создание особого Банка международных расчетов (БМР) вместо репарационной комиссии.